# Albert Lea, Minnesota
Albert Lea là một thành phố nằm ở quận thuộc tiểu bang Minnesota, Hoa Kỳ. Thành phố có diện tích  km², dân số theo điều tra dân số năm 2000 của Cục điều tra dân số Hoa Kỳ là 18.356 người.